# Saint-Macoux
Saint-Macoux és un municipi francès situat al departament de la Viena i a la regió de la Nova Aquitània. L'any 2007 tenia 465 habitants.

## Demografia

### Població
El 2007 la població de fet de Saint-Macoux era de 465 persones. Hi havia 194 famílies de les quals 43 eren unipersonals (20 homes vivint sols i 23 dones vivint soles), 89 parelles sense fills i 62 parelles amb fills.
La població ha evolucionat segons el següent gràfic:
Habitants censats

### Habitatges
El 2007 hi havia 268 habitatges, 198 eren l'habitatge principal de la família, 50 eren segones residències i 20 estaven desocupats. Tots els 266 habitatges eren cases. Dels 198 habitatges principals, 178 estaven ocupats pels seus propietaris, 13 estaven llogats i ocupats pels llogaters i 7 estaven cedits a títol gratuït; 1 tenia una cambra, 8 en tenien dues, 27 en tenien tres, 53 en tenien quatre i 110 en tenien cinc o més. 140 habitatges disposaven pel capbaix d'una plaça de pàrquing. A 74 habitatges hi havia un automòbil i a 105 n'hi havia dos o més.

### Piràmide de població
La piràmide de població per edats i sexe el 2009 era:
| Homes | Edats   | Dones |
| ----- | ------- | ----- |
| 0     | 95 o +  | 0     |
| 0     | 90 a 94 | 4     |
| 4     | 85 a 89 | 4     |
| 8     | 80 a 84 | 4     |
| 4     | 75 a 79 | 16    |
| 12    | 70 a 74 | 12    |
| 24    | 65 a 69 | 0     |
| 12    | 60 a 64 | 8     |
| 20    | 55 a 59 | 24    |
| 16    | 50 a 54 | 32    |
| 8     | 45 a 49 | 12    |
| 20    | 40 a 44 | 16    |
| 20    | 35 a 39 | 8     |
| 4     | 30 a 34 | 16    |
| 12    | 25 a 29 | 8     |
| 8     | 20 a 24 | 4     |
| 12    | 15 a 19 | 16    |
| 24    | 10 a 14 | 8     |
| 16    | 5 a 9   | 12    |
| 0     | 0 a 4   | 24    |

## Economia
El 2007 la població en edat de treballar era de 284 persones, 193 eren actives i 91 eren inactives. De les 193 persones actives 169 estaven ocupades (93 homes i 76 dones) i 24 estaven aturades (7 homes i 17 dones). De les 91 persones inactives 47 estaven jubilades, 18 estaven estudiant i 26 estaven classificades com a «altres inactius».

### Ingressos
El 2009 a Saint-Macoux hi havia 204 unitats fiscals que integraven 496 persones, la mediana anual d'ingressos fiscals per persona era de 14.896 €.

### Activitats econòmiques
Dels 13 establiments que hi havia el 2007, 2 eren d'empreses extractives, 3 d'empreses de construcció, 2 d'empreses de comerç i reparació d'automòbils, 2 d'empreses d'hostatgeria i restauració, 1 d'una empresa immobiliària, 2 d'empreses de serveis i 1 d'una empresa classificada com a «altres activitats de serveis».
Dels 4 establiments de servei als particulars que hi havia el 2009, 1 era un paleta, 1 fusteria, 1 electricista i 1 agència immobiliària.
L'any 2000 a Saint-Macoux hi havia 12 explotacions agrícoles que ocupaven un total de 530 hectàrees.

## Equipaments sanitaris i escolars
El 2009 hi havia una escola elemental integrada dins d'un grup escolar amb les comunes properes formant una escola dispersa.

## Poblacions més properes
El següent diagrama mostra les poblacions més properes.